# 마이클 그린 (배우)
마이클 그린(Michael Greene, 1933년 11월 4일 ~ 2020년 1월 10일)은 미국의 배우이다.
샌프란시스코에서 태어났다.

## 출연 작품
- 퍼머넌트 (2017년)
- 레이건 저격 사건 (2001년)
- 윈첼 (1998년)
- I Woke Up Early the Day I Died (1998)
- 아이보리 타워 (1998년) - 월터 역
- 마이 선 이즈 이노센트 (1996년)
- 라스트 맨 (1996년)
- 애증의 심판 (1994년)
- 야생화 (1994년)
- 건스모크 4 (1993년)
- 첩보원 가족 (1993년)
- 죽음의 정사 (1992년)
- 외계의 공포 (1991년)
- 위험한 게임 (1991년)
- 용사들을 위하여 (1991년)
- 이브의 파괴 (1991년)
- 분노의 파도 (1990년)
- 파리 대왕 (1990년)
- 나를 두번 죽여라 (1989년)
- SOS 해상 구조대 (1989년)
- 유혹의 다운타운 (1988년)
- 죠니 비 굿 (1988년)
- 독재자 파라돌 (1988년)
- LBJ: 초창기 (1987년)
- 외계인의 반란 (1987년)
- 회색 도시 (1987년)
- 8번가의 기적 (1987년)
- 웰컴 투 18 (1986년)
- 로스트 인 아메리카 (1985년)
- 리브 앤 다이 (1985년)
- 발디미르의 선택 (1984년)
- 다우 설트 낫 킬 (1982년)
- 아메리카나 (1981년)
- 해리와 월터 뉴욕에 가다 (1976년)
- 더 클론스 (1973년)
- 배트맨 - 66년 TV 시리즈 (1966년)
- 이것은 실험이 아니다 (1962년)
- 딜론 보안관 (1955년)
- 샤이안 (1955년)